# Секвенція (теорія музики)
Секвенція (лат. sequentia — послідовність, ланцюг) в теорії музики — послідовне переміщення мелодичного або гармонічного звороту тими ж голосами на іншій висоті, що йде за першим проведенням як його продовження.

## Види секвенцій
Залежно від тонального плану розрізняють:
- тональні, що проходять в одній тональності
- модулюючі, викладені у різних тональностях

Залежно від будови ланцюгів секвенції, розрізняють
- точні, ланцюги мають ідентичну інтервальну будову
- неточні, інтервальна будова ланцюгів видозмінюється

Тональні секвенції, як правило, є неточними, оскільки для збереження інтервальної структури ладу доводиться змінювати якості інтервалів, наприклад великі секунди на малі і т. ін.
Залежно від висотного розташування ланцюгів секвенції, розрізняють висхідну та низхідну секвенції. Висотний інтервал між ланцюгами секвенції називають кроком секвенції. При цьому крок секвенції може бути як незмінним, так і змінюватись.

## Приклади
Французька різдвяна пісня «Les Anges dans nos campagnes» включає нисхідну тональну секвенцію із трьох ланцюгів, кожен з яких величиною в один такт. Кроком секвенції є секунда.
Наведений нижче фрагмент з опери Кюї «Кавказький полонений» включає висхідну модулюючу секвенцію із трьох ланцюгів. Секвенція включає лише гармонічний зворот, тоді як мелодичний — не повторюється. Крок секвкеції — секунда, величина ланцюга — два такти.